# Riboswitch

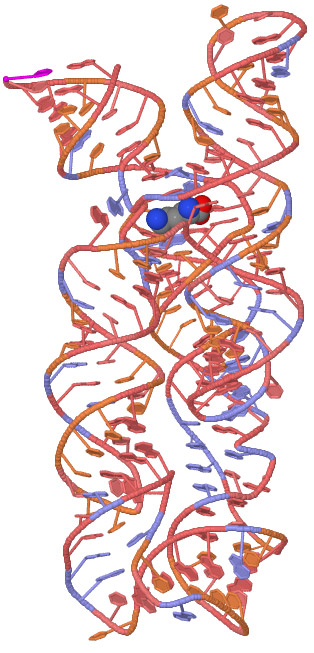
Representação tridimensional de riboswitch da lisina.

Riboswitches são domínios complexos enovelados de RNA que servem como receptores para metabólitos específicos. Estes domínios são encontrados em regiões não codificadoras de proteínas de vários mRNAs, que controlam a expressão gênica de diversos genes através de mudanças estruturais do mRNA provocadas pela ligação com o metabólito. Os riboswitches são importantes elementos genéticos presentes em procariontes e eucariontes que estão envolvidos na regulação de processos metabólicos fundamentais e ficam localizados quase que exclusivamente em regiões não codificadoras de proteínas (UTRs- untranslated regions) na porção 5’. São compostos por dois domínios funcionais; o domínio aptâmero e a plataforma de expressão.
O domínio aptâmero funciona como um sensor que reconhece o metabólito específico para aquele tipo de riboswitch. Após o reconhecimento do metabólito pelo domínio aptâmero, a plataforma de expressão, por sua vez, é quem provoca a alteração da estrutura a porção 5´-UTR do mRNA. A plataforma de expressão varia substancialmente até mesmo em organismo bastante próximos evolutivamente, o que reflete a diversidade de funções das plataformas de expressão. Os riboswitches podem modular a expressão gênica controlando a eficiência do início da tradução, o alongamento da transcrição do mRNA e até mesmo a estabilidade e o ''splicing'' dos mRNAs. Portanto, um grande número de variações de plataformas de expressão permite ao riboswitches controlar a expressão gênica em diversos níveis.
Até o momento, foram descobertas sete classes distintas de aptâmeros que reconhecem oito metabólitoS. Com uma única exceção, diferentes enovelamentos do RNAs são necessários para formar diferentes bolsões de ligação para os diferentes metabólitos. A exceção é uma classe de aptâmero que se liga à guanina, mas pode trocar a sua especificidade molecular para adenina através de uma única mutação. Abaixo, segue a descrição e o mecanismo de controle da expressão gênica de cada tipo de riboswitch:
- Riboswitch sensível à coenzima B12: esta classe de riboswitch possui dois mecanismos de controle da expressão gênica. O primeiro deles , impede a transcrição do RNA e envolve a formação de um terminador intrínseco, uma estrutura em forma de loop, localizada na plataforma de expressão, que é seguido por seis ou mais resíduos de uracila que induz ao término da transcrição. Quando a coenzima B12 não está presente em quantidades suficientes, a transcrição de um mRNA associado a um riboswitch de B12 ocorre porque o aptâmero não consegue se complexar ao metabólito e forma um tronco antiterminador ,o qual impede a formação do terminador intrínseco e permite a transcrição da mRNA completo. Entretanto, quando as concentrações de coenzima B12 são suficientes, o mRNA liga-se a molécula de coenzima B12 que provoca uma mudança estrutural na molécula de mRNA, induzindo a formação do terminador intrínseco impedindo a transcrição. O segundo mecanismo utilizado pelo riboswitch de coenzima B12 para controlar a expressão gênica atua impedindo o início da tradução. A coenzima B12, quando em concentrações suficientes, é capaz de se ligar à molécula completa de mRNA e controlar o acesso ao sítio de ligação do ribossomo (ribosome-binding site – RBS).
-Riboswitch sensível à tiamina pirofosfato (TPP): Esses riboswitches controlam a expressão gênica de tiamina pirofosfato, coenzimas necessárias para a atividade de enzimas descarboxilases, que atuam em importantes vias metabólicas. Esta classe de riboswitches controla a transcrição e a tradução de maneira similar aos riboswitches sensíveis à coenzima B12.
-Riboswitch sensível à flavina mononucleotídeo (FMN): De maneira similar aos anteriores, estes riboswitches controlam a transcrição e a tradução de genes de flavinas mononucleotídeo, coenzimas necessárias para a atividade de enzimas redox-ativas.
-Riboswitches sensíveis à guanina/adenina: Essa classe de riboswitches é capaz de se ligar à guanina e desta maneira, impedir a expressão de genes do metabolismo de guaninas, assim como, através de uma mutação C-U em sua estrutura, é capaz de se ligar a adenina e impedir a expressão de genes ligados a seu metabolismo.
-Riboswitches sensíveis à S-adenosilmetionina (SAM): A S-adenosilmetionina (SAM) é usada como coenzima para metilases, mas em algumas bactérias ela constitui um importante sinal gênico. Em B. subtilis, por exemplo, são 11 unidades transcricionais (em procariontes, por conta dos óperons, um único transcrito pode dar origem a duas ou mais proteínas), que codificam 26 genes, são controlados por riboswitches sensíveis à SAM. Em B. antracis, 17 unidades transcricionais, ligadas a codificação de genes relacionados ao metabolismo de sulfa e biossíntese de cisteína, metionina e da própria SAM, são regulados por essa classe de riboswitches.
-Riboswitches sensíveis à lisina: É o único tipo de riboswitch em que, ao contrário dos anteriores, a molécula reconhecida pelo aptâmero não possui similaridades químicas com ácidos nucléicos. Apesar disso, sua seqüência consenso e sua estrutura secundária são bastante conhecidas.
-Riboswitches sensíveis à glucosamina 6-fosfato (GlcN6P): esses riboswitches apresentam um mecanismo diferente dos demais para controlar a expressão do gene glmS. Esse gene codifica uma enzima que produz glucosamina 6-fosfato (GlcN6P). A GlcN6P, por sua vez, ativa uma ribozima auto-clivante localizada na porção 5’-UTR do mRNA. Ainda não é claro se a ação da ribozima (neste caso, funcionando como um aptâmero) leva a repressão da expressão gênica por induzir alterações estruturais através da clivagem ou se outros processos estão envolvidos. De qualquer maneira, a integração entre ribozimas e aptâmeros adiciona novas possibilidades ao controle da expressão gênica através dos riboswitches.
	-Outros switches de RNA:  Alguns elementos de RNA que exercem controle gênico em procariotos, como os termosensores de RNA e os T-Box RNAs, compartilham algumas características dos riboswitches, mas lhes falta alguma característica que impede de serem classificados como um riboswitch. Os termosensores de RNA localizam-se na região 5’-UTR do gene prfA de Listeria monocytogenes e bloqueiam o acesso ao sítio de ligação do ribossomo (RBS). Uma mudança na temperatura de 30°C para 37º induz um aumento de expressão do prfA, presumidamente pelo afastamento dos pares de bases da região do RBS e permitir o acesso do ribossomo. Experimentos de mutação indicam que a estabilidade da estrutura secundária é crucial para o funcionamento deste switch e, portanto, a molécula de RNA funciona como um termômetro molecular. Os T-Box RNAs são normalmente encontrados na porção 5’-UTR de genes que codificam aminoacil-tRNA-sintetases em bactérias Gram positivas. O reconhecimento entre o T-box RNA e o loop do anticódon do tRNA se dá pelo pareamento de suas bases. A expressão gênica é ativada na presença de tRNAs que não estão aminoacetilados. Os T-Box RNAs associados ao gene tyrS de B. subtilis funcionam como um bloqueador da transcrição. Quando o tRNA está aminoacetilado ele não consegue se ligar ao T-Box RNAs e sua transcrição não acontece. Entretanto, quando o tRNA não está aminoacetilado ele consegue se ligar ao T-Box RNA e sua transcrição acontece.